# Час вибрав нас
«Час вибрав нас» — п'ятисерійний радянський художній телефільм 1979 року Михайла Пташука, військова драма.

## Сюжет
Дія починається в перші дні Німецько-радянської війни в західній частині БРСР. Ховаючись від німецьких військ, які стрімко просунулися, в сінному сараї випадково сходяться троє раніше незнайомих людей: комсомольський активіст Воронецький (Євген Герасимов), лейтенант РСЧА Небилович (Станіслав Жданько), відряджений з Москви Молчанов (Віктор Проскурін). Досить швидко приходить розуміння, що «вийти до своїх» уже не вдасться, фронт занадто швидко і занадто далеко пішов на схід. Герої приєднуються до партизанського руху краю, між ними, незважаючи на несхожість біографій і характеру, виникає бойове товариство.

## У ролях
- Євген Герасимов — Іван Воронецький
- Станіслав Жданько — Олексій Небилович
- Віктор Проскурін — Петро Молчанов
- Володимир Гостюхін — Семен Лагутников
- Віктор Павлов — керівник підпілля, «Стратег»
- Петро Вельямінов — Бутевич
- Олексій Ейбоженко — голова колгоспу, Воронецький
- Михайло Глузський — Фадей
- Леонід Марков — професор-історик, Загорський
- Гірт Яковлєв — обер-лейтенант, Конрад Ольце
- Стефанія Станюта — Воронецька
- Генрікас Кураускас — Хельмут Бесслер, німецький полковник, письменник
- Олександр Жеребцов — Сергій, танкіст
- Майя Булгакова — багатодітна мати
- Геннадій Овсянников — Микола
- Марія Захаревич — багатодітна мати, дружина якогось Івана
- Анжеліка Пташук — дівчинка
- Світлана Михалькова — доктор
- Петро Вельямінов — Бутевич
- Ірина Муравйова — Зінка
- Павло Кормунін — Гончаренко
- Петро Юрченков — Стась
- В'ячеслав Молоков — Тимоха
- Юрій Оськін — Бобров, старшина піхотної роти
- Арнольд Помазан — Гнат
- Валентин Нікулін — фашист-снайпер на вишці
- Юрій Лєсной — епізод
- Леонас Цюніс — обер-лейтенант вермахту
- Борис Владомирський — полонений
- Олександр Безпалий — Желябін, партизан
- Борис Борисьонок — начальник штабу партизанів
- Улдіс Пуцитіс — Пауль Ріхтер
- Радій Афанасьєв — жандарм
- Ігор Варпа — німецький офіцер
- Олександр Владомирський — епізод
- Володимир Кін-Каминський — епізод
- Євген Лебедєв — Мефодій Кузьмич
- Марина Дюжева — Маша Ромашина, радистка
- Євген Карельських — Андрій
- Олександр Голобородько — Михайло Васильович
- Вадим Михеєнко — Сергій Каменок
- Володимир Грицевський — Шевардін
- Олександр Петрашкевич — епізод
- Володимир Кошель — комсомолець-підпільник
- Світлана Шершньова — секретар конференції
- Марина Марковська — епізод
- Едуард Горячий — чоловік з дітьми на возі
- Олександра Зиміна — епізод
- Іван Жаров — епізод
- Євгенія Кравченко — епізод
- Ніна Розанцева — епізод
- Нінель Жуковська — епізод
- Зінаїда Скачковська — епізод
- Світлана Некипєлова — епізод
- Лідія Мордачова — епізод
- Олександр Кашперов — полонений
- Михайло Владимиров — Хабіхт
- Микола Прокопович — Оберг
- Вероніка Ізотова — Таня, партизанка
- Здіслав Стомма — Володя, сусід Стратега
- Олександр Соловйов — Кузьма
- Володимир Січкар — доктор
- Людмила Писарєва — епізод
- Семен Кохан — епізод
- Бирута Докальська — епізод
- Юрій Галкін — епізод
- Сергій Насєдкин — епізод
- Федір Шмаков — Худяков
- Галина Макарова — Михалина
- Наталія Бражникова — Ольга Іванівна, вчителька
- Володимир Кулешов — Волгін
- Віктор Тарасов — Нагорний, полковник
- Степан Ожигін — німецький офіцер
- Юрій Швиряєв — епізод
- Олександр Бєлокринкін — епізод
- Віктор Лебедєв — німецький полковник
- Володимир Золотухін — Дімка, зв'язковий
- Анастасія Костюніна — епізод
- Анатолій Чарноцький — солдат
- Володимир Поночевний — солдат
- Михайло Іванов — заручник

## Знімальна група
- Режисер — Михайло Пташук
- Сценаристи — Олександр Петрашкевич, Володимир Халіп
- Оператори — Юрій Марухін, Віталій Ніколаєв
- Композитор — Тихон Хрєнников
- Художники — Євген Ігнатьєв, Володимир Дементьєв